# (2684) Douglas
(2684) Douglas es un asteroide que forma parte del cinturón de asteroides y fue descubierto el 3 de enero de 1981 por Norman G. Thomas desde la estación Anderson Mesa, en Flagstaff, Estados Unidos.

## Designación y nombre
Douglas se designó inicialmente como 1981 AH1.
Más adelante fue nombrado en honor del físico estadounidense Douglas B. Thomas, hermano del descubridor.

## Características orbitales
Douglas está situado a una distancia media de 3,049 ua del Sol, pudiendo alejarse hasta 3,186 ua y acercarse hasta 2,913 ua. Tiene una excentricidad de 0,04479 y una inclinación orbital de 9,92°. Emplea en completar una órbita alrededor del Sol 1945 días.